# Tipografia digitale - Evoluzione tecnica dei caratteri
Tipografia digitale - Evoluzione tecnica dei caratteri è un libro scritto da Marvin Bryan e pubblicato nel 1998 da McGraw-Hill Companies.
Il libro tratta dei tipi di carattere per PC, la loro storia, i designer, il loro utilizzo più corretto, e il loro reperimento, fornendo consigli su come trattare e lavorare con i caratteri.